# Igreja Matriz de Odivelas

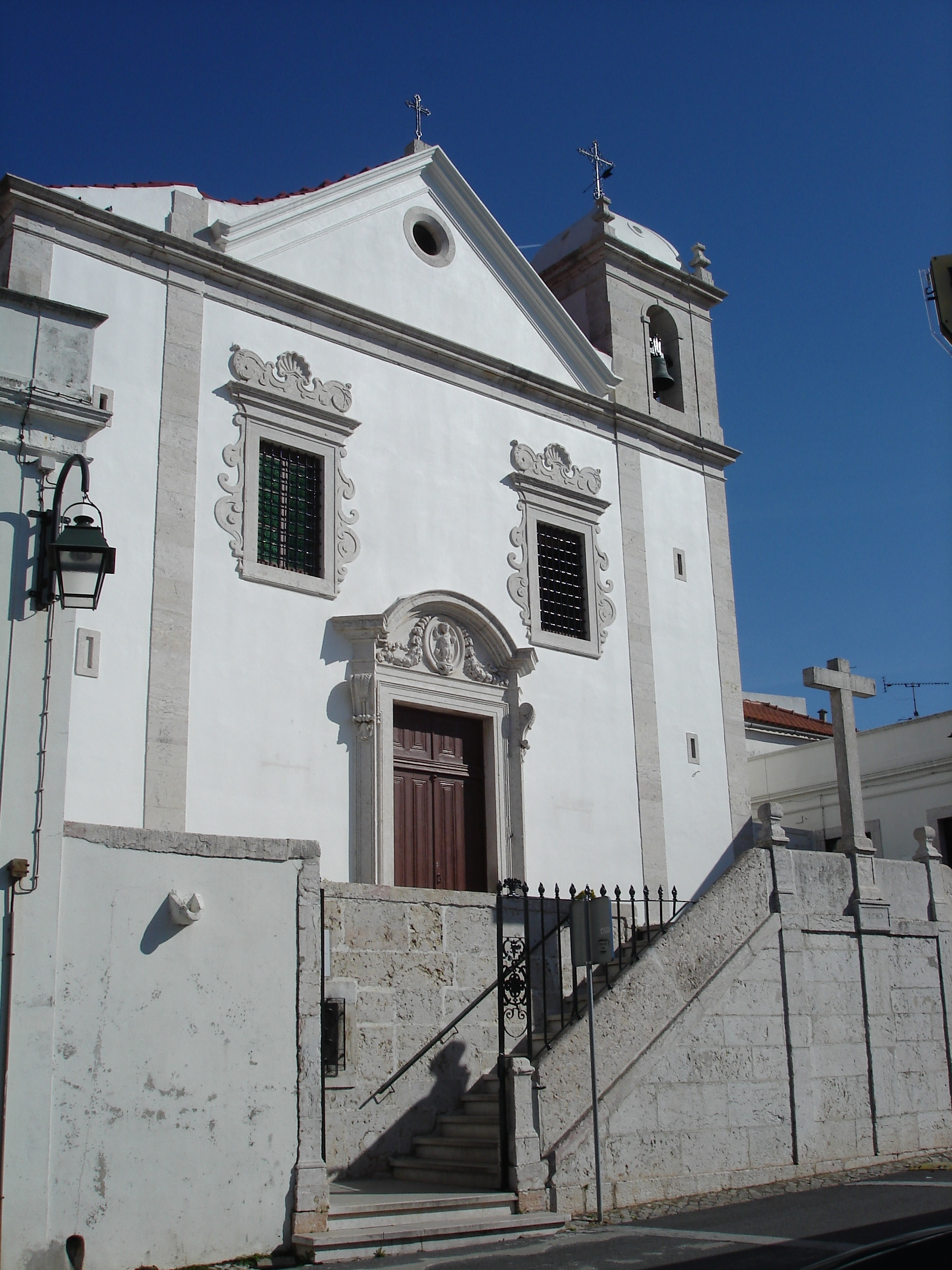
Igreja Matriz de Odivelas

A Igreja Matriz de Odivelas, também conhecida por Igreja do Santíssimo Nome de Jesus e Igreja do Sagrado Coração de Jesus, situa-se no núcleo antigo da cidade de Odivelas.
Sendo original do século XVI e de porte sumptuoso, foi reconstruída em finais do século XVII a que se seguiram beneficiações no século seguinte. 
Está classificada como Imóvel de Interesse Público desde 2005.
A Igreja foi palco de um assalto em 11 de maio de 1671, acção que levou à construção do padrão do Senhor Roubado.

## História
A igreja foi reedificada em finais do século XVII, sendo a data provável da sua construção original o ano de 1573 já que é a data que se encontra no depósito do lavabo da sacristia, o único vestígio da Igreja primitiva em conjunto com a pia baptismal. A reconstrução da mesma teve inicio provável em 1626, data encontrada no cruzeiro fronteiro à porta principal, o que comprova que é anterior à escadaria que ostenta a data de 1680, data condizente com o estilo das janelas da fachada, envoltas por aletas.
No século XVIII a Igreja foi redecorada acrescentando-se o trabalho de cantaria que se encontra no portal principal e na capela-mor e o revestimento de azulejos da nave, sendo também provavelmente dessa altura ou do inicio do século XIX a execução do órgão que foi atribuída a António Xavier Machado e Cerveira.
Em 1875 a Igreja tinha três irmandades as do Santíssimo Sacramento, da Nossa Senhora do Rosário e a do Santíssimo Nome de Jesus.

## Características
É uma Igreja barroca de planta longitudinal articulada pela justaposição da nave e a capela-mor de formas rectangulares, senda a capela-mor mais estreita e baixa. É coberta com telhados de duas águas em coruchéu sendo o espaço interior aberto com arcos de volta perfeita onde se encontram sete altares em talha dourada e os retábulos, destacando-se o retábulo principal, com um alto camarim rococó em talha dourada. Possui um Um lambril de azulejos, anterior a 1740, que percorre a nave e onde se podem visualizar figurações bíblicas. A igreja também tem duas pias baptismais de estilo rocaille, de mármore vermelho. A capela-mor, que data do século XVIII, é revestida a mármore de diferentes cores.

## Atualidade
Atualmente, a Igreja Matriz de Odivelas, faz parte da Paróquia de Odivelas que está confiada aos Padres Palotinos, sendo o atual Pároco o Pe. José Zavorski SAC, assistido por dois Vigários, o Pe. Juliano Silva SAC, e o Pe. Adenilson Gomes SAC . De Segunda a Sexta-Feiras são celebradas duas missas diárias; aos Sábados e Domingos são celebradas várias missas em diferentes horários. No recinto atrás da Igreja encontra-se o recente Centro Paroquial de Odivelas, onde funcionam o Centro Comunitário Paroquial de Odivelas, com a valência de Cantina Social, a Sede do Agrupamento 69 do Corpo Nacional de Escutas, e Salas de Catequese. Em salas situadas por baixo e ao lado da escadaria principal, encontram-se o Centro Social Elisabetta Sanna, e a Conferência de Santo Eugénio, da Sociedade de São Vicente de Paulo (Vicentinos).
Bibliografia
- Azevedo, Carlos de; Ferrão, Julieta; Gusmão, Adriano de (1963). Monumentos e Edifícios Notáveis do Distrito de Lisboa. III. Mafra, Loures e Vila Franca de Xira. Lisboa: [s.n.]
- Simões, J.M. dos Santos (1979). Azulejaria em Portugal no Século XVIII. Lisboa: [s.n.]
- Martins, Jorge (2002). O Senhor Roubado a Inquisição e a Questão Judaica (PDF). Prefácio de João Medina. Lisboa: Europress. ISBN 972-559-242-5